# Alajõe

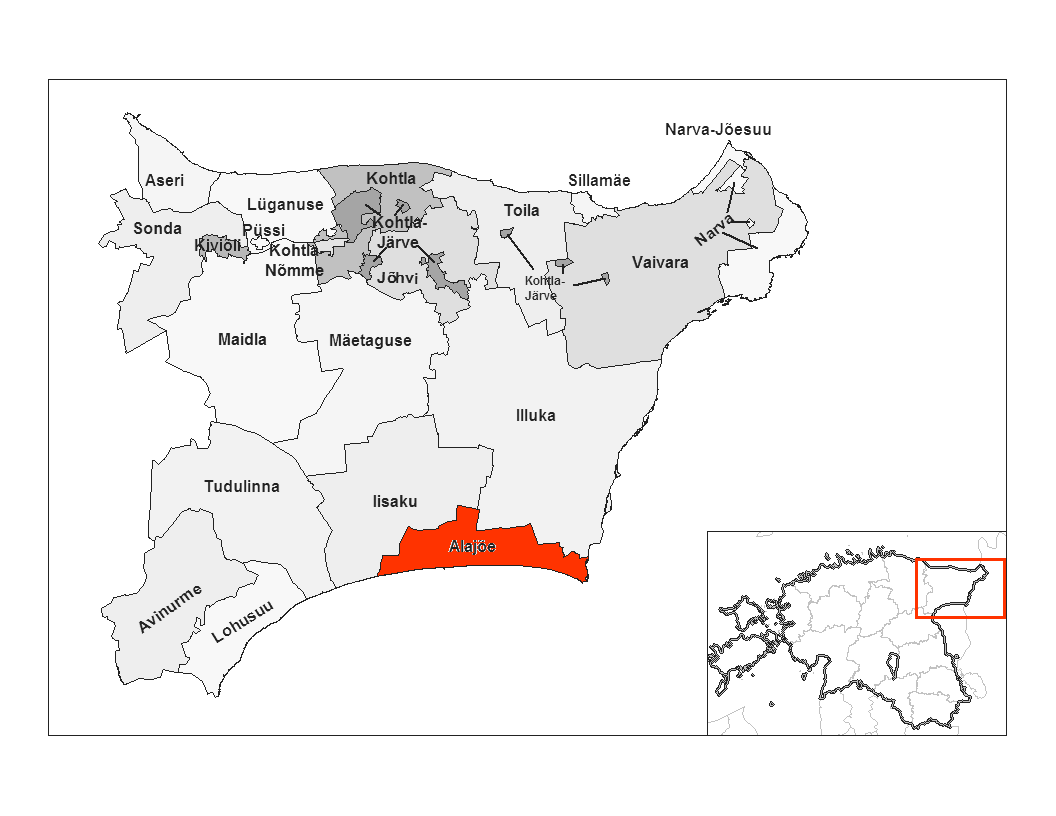
Localização de Alajõe Parish na região de Ida-Viru

Alajõe é um município rural da região de Ida-Viru, no nordeste da Estónia. Sua população é de 345 habitantes e uma área de 109,61 km². Coordenadas: 

## Vilas
Alajõe - Karjamaa - Katase - Remniku - Smolnitsa - Uusküla - Vasknarva